# Bara (popolo)
I Bara sono un popolo del sud del Madagascar, diffuso principalmente all'estremità meridionale degli altopiani centrali dell'isola, nella Provincia di Toliara. Costituiscono circa il 3% della popolazione totale malgascia.
Insieme ai Sakalava, i Bara sono fra i popoli di più chiare origini africane fra quelli del Madagascar.

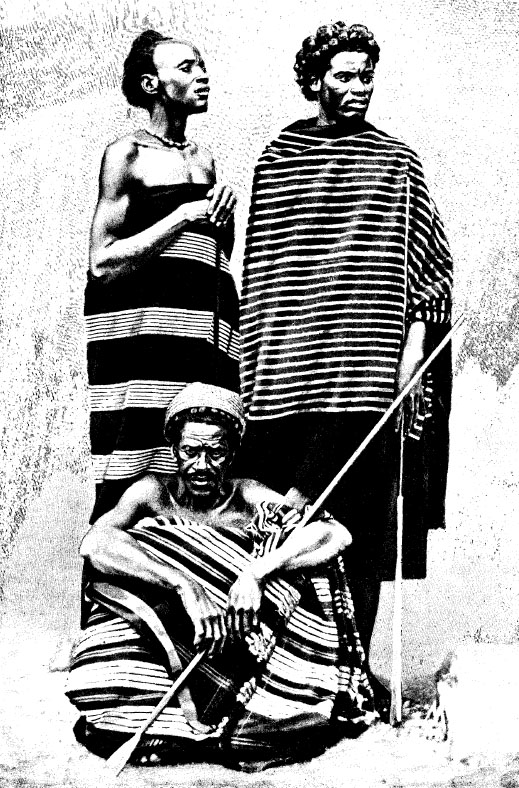
Isambo, re dei Bara (1906)

## Società e cultura
I Bara sono divisi in clan. Sono tradizionalmente nomadi; originari della zona a sudovest della città di Toliara, oggi si trovano soprattutto attorno ai centri di Ihosy e Betroka. Vivono principalmente dell'allevamento di zebù; in alcune zone, il bestiame supera in numero la popolazione umana. Oltre che come pastori, i Bara sono noti per essere valorosi guerrieri. Sono poligami, e attribuiscono alle donne una posizione sociale inferiore.
Gran parte delle usanze sociali dei Bara ruotano attorno all'allevamento. Per esempio, il furto di bestiame (chiamato dahalo) e la cessione di bestiame svolgono un ruolo importante rispetto al matrimonio: ci si attende che il pretendente rubi del bestiame (dimostrando in tal modo il proprio coraggio e la propria mascolinità) e che lo doni ai genitori della futura sposa come dote.
Interessante è la pratica della circoncisione dei bambini, intorno ai 2 anni, dove spetta allo zio del bambino mangiare il prepuzio assieme alle banane. Nel caso di rifiuto o di assenza dello zio, è compito del Capo villaggio mangiare il prepuzio appena amputato.

## Religione

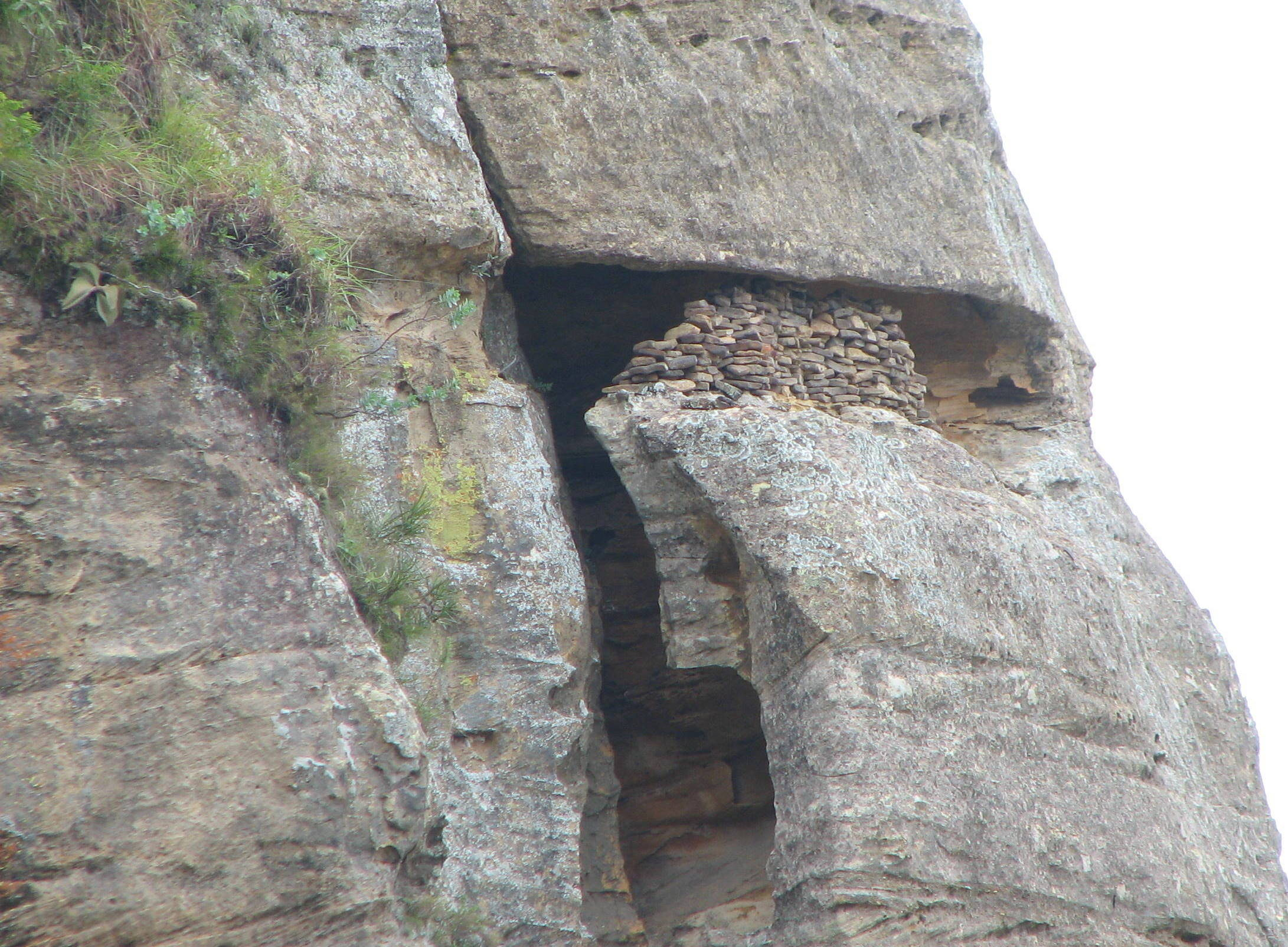
Tomba Bara
Parco nazionale dell'Isalo

Fra le popolazioni malgasce, i Bara sono fra quelli che hanno mantenuto più integralmente le proprie credenze religiose e i propri rituali. I convertiti al Cristianesimo sono tutt'oggi un'esigua minoranza.
I Bara seppelliscono i loro morti in grotte naturali, ed esprimono il lutto per la perdita di un parente radendosi il capo. Temono gli spiriti dei morti, e un tempo intere comunità si spostavano ogni volta che moriva qualcuno, per lasciarsi alle spalle il fantasma. Credono inoltre nello helo, uno spirito che appare ai piedi degli alberi.

## Arte
Sono danzatori e abili scultori. Le loro statue di legno si distinguono tra l'altro per le ciglia, realizzate con veri capelli infissi nel legno.